# Csabai kolbász

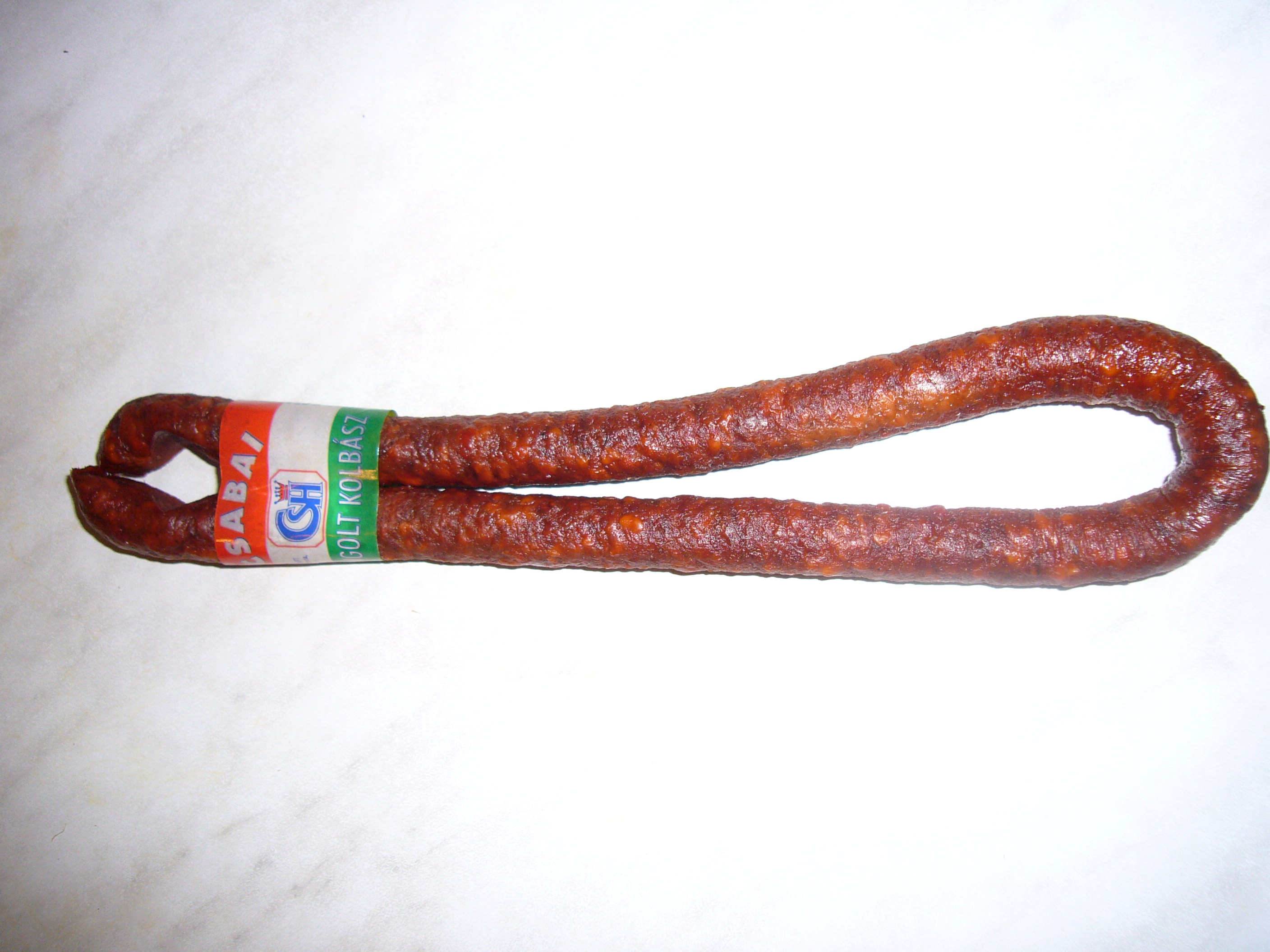
Egy szál csabai kolbász

A csabai kolbász (csabai vastagkolbász, Čabianska klobása) meghatározott alapanyagokból készült, eredetvédett, azaz hivatalosan csak Békéscsaba és Gyula területén belül előállított, fűszeres, paprikás kolbászféleség. Szigorúan fekete bors nélkül készül. A csabai kolbász világhírű hungarikum, az Európai Unió által földrajzi árujelzővel eredetvédett jellegzetes háziipari termék, amely Békéscsabáról és környékéről származik. Bel- és külföldi népszerűsítését segíti az évente megrendezett csabai kolbászfesztivál.

## Története

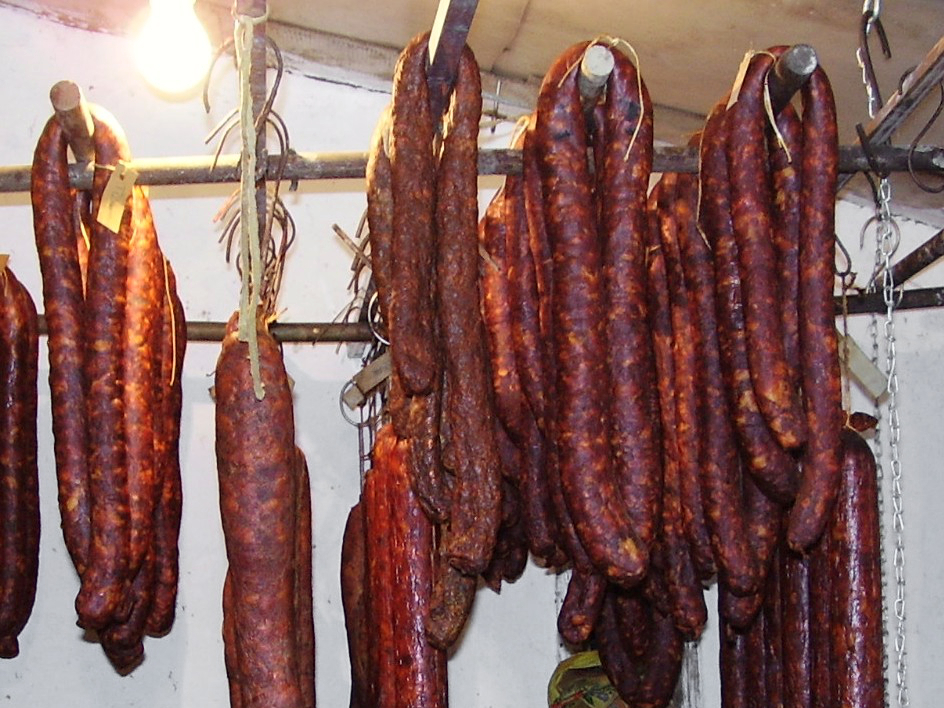
Csabai kolbászok a kamrában

A csabai kolbász nem olyan régen kialakult élelmiszer, mindössze az 1890-es évektől számíthatjuk első megjelenését. Addig olyan kevés sertést tartottak a csabaiak, ami elégtelen mennyiség volt a disznóvágásokhoz. Csupán az 1900-as évektől találkozunk a leírásával. Híressé válásához szükségesek voltak az előnyös természeti adottságok, az állattartás kedvező lehetőségei, illetve az itt élő magyar és tót parasztok szokásai. Az első világháború után nyíltak meg az új lehetőségek, amikortól általánossá vált a hússertés tartása az addigi egyeduralkodó mangalica helyett. A két világháború közt élte első virágzását, ebben a korban tett szert országos hírére. A második világháború, az államosítások után készítése már nem háziipari körülmények között, hanem iparszerűen történt. Az ötvenes évektől a Békés Megyei Húsipari Vállalat orosházi telephelyén kezdték meg „Csabai csípős” elnevezéssel, majd az 1960-as, 1970-es években már Békéscsabán és Gyulán, majd Budapesten is készítették. Mindazonáltal a város környékén és a környező falvakban a lakosság mindvégig nagyrészt házi körülmények között állította elő. Az 1990-es években kultusza újra feléledt, a Csabai Kolbászklub 1998. január 30-i megalapítása után minden évben megrendezték a kolbászfesztivált, így a hagyományok ápolása és a marketing is új lendületet adott fejlődésének. Azóta Magyarország egyik legnépszerűbb gasztronómiai ünnepévé vált az esemény.

## Jogi oltalma földrajzi árujelzőként
A termék hivatalos és részletes termékleírása az AM honlapján tekinthető meg: Csabai kolbász vagy Csabai vastagkolbász termékleírás OFJ.
A Csaba, Csabai, Csabaer szavakat a 600. nemzetközi lajstromszámon lajstromozták az eredetmegjelölések oltalmáról szóló Lisszaboni Megállapodás alapján számos országban. (Iránban – nyilvánvaló vallási okokból – az oltalom nem áll fenn.)
2010-ben az Európai Unió is földrajzi árujelzővel eredetvédett termékké nyilvánította, ennek révén a termék nevét vagy földrajzi megjelölését más nem használhatja. 2014-ben Békéscsaba Megyei Jogú Város közgyűlése „Csabai Kolbásztörvény” néven rendeletet alkotott, amely garantálja a csabai kolbász folyamatos prémium minőségét.

## Kritériumai, jellemzése

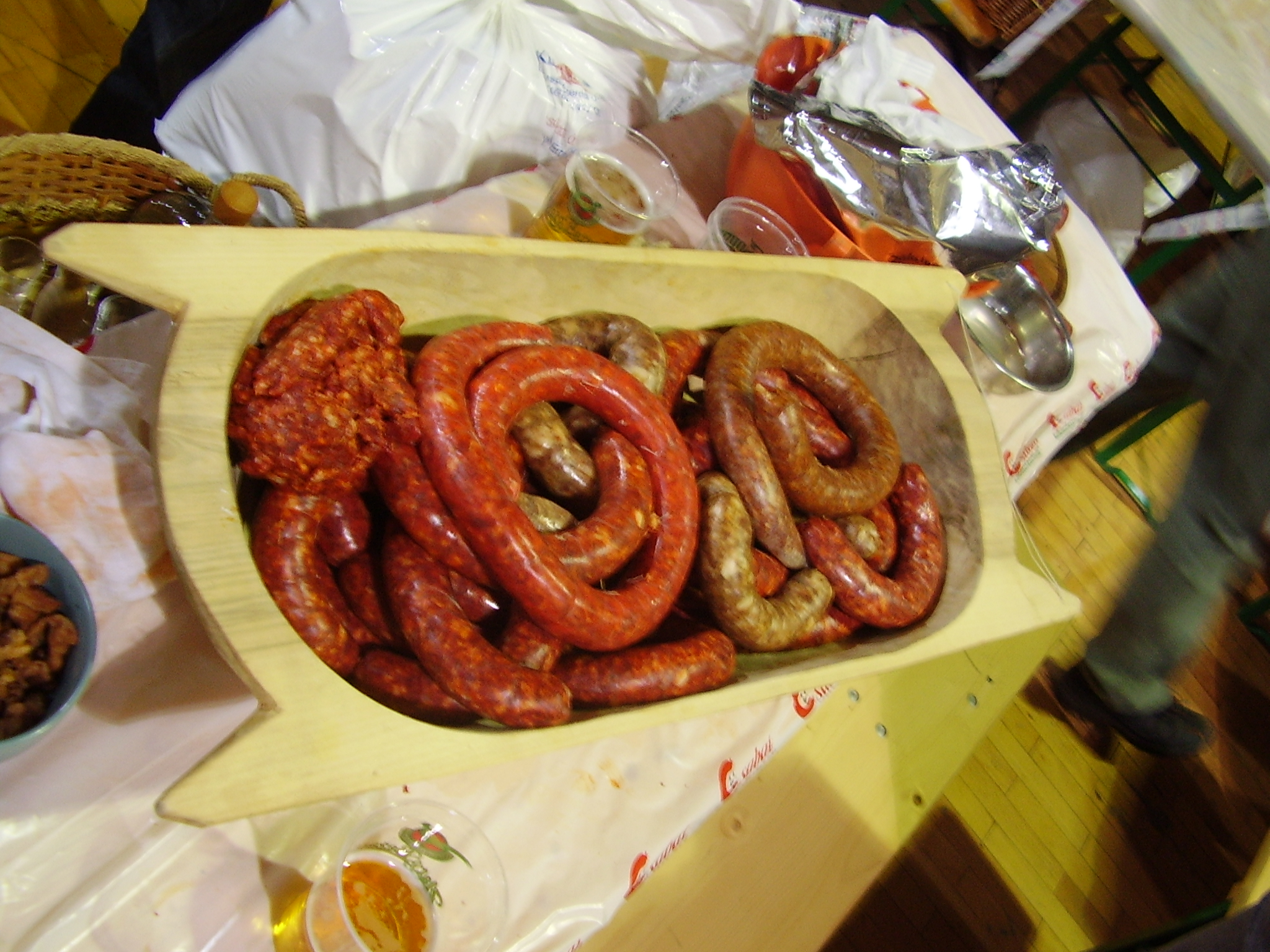
Csabai kolbász és hurka a Csabai kolbászfesztiválon

A termékleírás szerint csak Békéscsaba és Gyula városának közigazgatási határain belül előállított kolbászt lehet Csabai terméknévvel forgalomba hozni. Zömében az különbözteti meg a többi Magyarországon készített kolbásztól, hogy több paprikát tesznek bele, és speciálisan füstölik. A paprika annyira lényeges elem, hogy bár kerül bele só, köménymag és fokhagyma is, de egyik sem mehet a paprika rovására. Nem csak csípős, hanem csemegepaprikát is kell beletenni, hogy szép színe legyen.
Amitől csabai a Csabai:
- csak sertéshúsból készülhet, olyan disznó húsából, amelyet legalább 135 kg-ra hizlaltak fel
- az állat minden részéből kell hozzáadni, a szalonnát külön adagolva
- csak sertésbélbe (vastagbél) lehet tölteni
- sok paprika hozzáadása
- füstölés

A csabai kolbász vörösesbarna színű, rúd alakú készítmény. A rudak átmérője 4–5 cm, hosszúságuk 45–50 cm lehet, bár erre nincs teljesen érvényes szabály. Kisebb méretű párokat is készítenek, azok átmérője 3,5-3,8 cm, hosszúságuk 25 cm. Szárítás, füstölés után a felülete száraz tapintású. Ha felvágjuk, a színe a paprikától jellemzően piros, jól látható hús- és szalonnaszemcsékből áll.
A város környékéről kirajzott telepesek által alapított falvak (Kétsoprony, Ambrózfalva, Medgyesegyháza) lakói is a csabaihoz nagyon hasonló kolbászféleséget készítenek, az azonban jogilag nem minősül csabai kolbásznak, hiszen nem a két város közigazgatási területén belül készítették. Elkészítésében teljes a hasonlóság, hiszen a felhasznált anyagok és az elkészítés módja azonos.

## Recept
100 kg késztermékhez általában 135–140 kg sertéshúst, sertés hasi szalonnát használnak. Fűszerezéséhez 10 kilónként: 20 dkg édes, őrölt, házi paprika, 5 dkg erős, őrölt, házi paprika, 24 dkg asztali só, 3 dkg apróra vágott fokhagyma, 2 dkg fűszerkömény (egész). Hét és fél kiló színhúshoz két és fél kiló szalonnát tesznek.